# Franciska Rosenkilde
Franciska Rosenkilde (ur. 19 marca 1976) – duńska polityk i samorządowiec, posłanka do Folketingetu, od 2021 przewodnicząca Alternatywy.

## Życiorys
W 2010 uzyskała licencjat z nauk o zdrowiu i żywieniu w Professionshøjskolen Metropol, w 2015 ukończyła studia z geografii na Uniwersytecie Kopenhaskim. Pracowała m.in. w gastronomii.
Zaangażowała się w działalność polityczną w ramach Alternatywy. W 2017 została radną zgromadzenia miejskiego Kopenhagi, a w 2018 wiceburmistrzem do spraw kultury i wypoczynku. W lutym 2021 w okresie kryzysu wewnątrz ugrupowania została wybrana na nową przewodniczącą Alternatywy. W 2022 kierowana przez nią formacja wprowadziła 6 posłów do Folketingetu, Franciska Rosenkilde uzyskała wówczas mandat deputowanej.